# Turbicellepora cantabra
Turbicellepora cantabra är en mossdjursart som först beskrevs av Barroso 1919.  Turbicellepora cantabra ingår i släktet Turbicellepora och familjen Celleporidae. Inga underarter finns listade i Catalogue of Life.